# Пястув (Радомський повіт)
Пястув (пол. Piastów) — село в Польщі, у гміні Єдлінськ Радомського повіту Мазовецького воєводства.
Населення — 784 особи (2011).
У 1975-1998 роках село належало до Радомського воєводства.

## Демографія
Демографічна структура станом на 31 березня 2011 року:
|          | Загалом | Допрацездатний вік | Працездатний вік | Постпрацездатний вік |
| -------- | ------- | ------------------ | ---------------- | -------------------- |
| Чоловіки | 400     | 105                | 262              | 33                   |
| Жінки    | 384     | 98                 | 229              | 57                   |
| Разом    | 784     | 203                | 491              | 90                   |